# Ruch dla Francji
Ruch dla Francji (fr. Mouvement pour la France, MPF) – francuska narodowo-konserwatywna i eurosceptyczna partia polityczna.

## Historia
Nowe ugrupowanie powstało na kongresie w 1994. Założył jej eurodeputowany Philippe de Villiers, który w czerwcu tego samego roku był liderem komitetu Majorité pour l'Autre Europe w wyborach do Parlamentu Europejskiego, który zajął trzecie miejsce z wynikiem ponad 12% głosów. Grupa ta skupiała część działaczy Unii na rzecz Demokracji Francuskiej, krytykujących proeuropejski kurs tej partii.
Lider MPF w 1995 wystartował w wyborach prezydenckich, uzyskując w pierwszej turze poparcie na poziomie 4,7%. Partia nie odniosła sukcesów w głosowaniach do Zgromadzenia Narodowego w 1997 (1 mandat w ramach wspólnego komitetu z CNI) i regionalnym w 1998 (łącznie 14 radnych w regionach w skali kraju). W 1999 sprzymierzyła się z nowo powstałym neogaullistowskim Zgromadzeniem na rzecz Francji, założonym przez Charles’a Pasquę. Lista RPFIE zajęła drugie miejsce w eurowyborach, wyprzedzając obie formacje centroprawicowe.
W listopadzie 1999 MPF wziął udział w kongresie RPF, jednak do rozłamu i reaktywacji ruchu jako samodzielnej formacji doszło już w lipcu 2000. Dwa lata później MPF wygrał w dwóch okręgach do Zgromadzenia Narodowego, zaś w 2004 wprowadził trzech posłów do Parlamentu Europejskiego.
Philippe de Villiers w 2002 po raz drugi wziął udział w wyborach prezydenckich. Otrzymał około 2,2% głosów, publicznie deklarując poparcie dla Nicolasa Sarkozy’ego w drugiej turze. Dwóch kandydatów MPF w wyborach parlamentarnych w tym samym roku uzyskało mandaty poselskie, startując z poparciem Unii na rzecz Większości Prezydenckiej. Również dwa mandaty MPF wywalczył w 2007, a po unieważnieniu wyborów w okręgu Joëla Sarlota wybory uzupełniające wygrał inny przedstawiciel ruchu, były eurodeputowany Dominique Souchet.
W 2009 MPF podpisał porozumienie z partią Łowiectwo, Wędkarstwo, Przyroda, Tradycja celem wystawienia wspólnych list do Parlamentu Europejskiego pod szyldem Libertasu. W wyborach tych jedyny mandat z listy komitetu uzyskał przywódca MPF. W 2012 ruch uzyskał jednego przedstawiciela w Zgromadzeniu Narodowym XIV kadencji.
W 2018 ugrupowanie zostało rozwiązane.